# 大蔵省専売局
大蔵省専売局（おおくらしょうせんばいきょく）は、日本の大蔵省に置かれていた外局である。1949年の日本専売公社の発足に伴って分離独立。食塩・樟脳・煙草・アルコールなどの専売業務を担当した。

## 沿革
- 1898年（明治31年）1月1日、日本政府は葉タバコの専売を開始し[1]、その担当部署として前年4月に大蔵省が管轄する葉煙草専売所を全国に61箇所設置した[2]。同年11月1日、大蔵省の外局として葉煙草専売所を管轄する専売局が設置され、局長、鑑定官、属、鑑定官補が置かれた[3]。
- 1899年（明治32年）5月1日、葉煙草専売所が廃止され、その機能を担う専売支局を全国56箇所に設置した[4]。
- 1903年（明治36年）10月1日　粗製樟脳、樟脳油の専売を実施し[5]、その担当部署として大蔵省が管轄する樟脳事務局を、全国に5箇所に設置した[6]。
- 1904年（明治37年）7月1日　タバコ製造を専売とし[7]、これに伴い専売局を煙草専売局に改組し、その下部組織として葉煙草収納所（全国20箇所）、煙草製造所（全国5箇所）を設置した[8]。
- 1905年（明治38年）6月1日から、塩を専売とし[9]、同年4月1日にその担当部署として大蔵省が管轄する塩務局を全国22箇所に設置した[10]。
- 1906年（明治39年）12月1日、煙草専売局長を煙草専売局長官と改称し、新に煙草販売所を全国に14箇所設置した。
- 1907年（明治40年）10月1日、煙草専売局、樟脳事務局、塩務局を統合し、新たに専売局を設置した。専売局には長官、4部長（収納部・販売部・製造部・計理部）が置かれ、地方部局として、収納所（全国22箇所）、製造所（全国28箇所）、販売所（全国19箇所）が設置された[11]。
- 1937年（昭和12年）4月1日　政府は専売の品目にアルコールを加えた。[12]
- 1943年（昭和18年）7月1日に石油が追加された[13]。
- 1949年（昭和24年）6月1日、第二次世界大戦後、専売局は大蔵省から分離独立し、たばこ・塩・樟脳の専売業務を担う特殊法人・日本専売公社が発足した。

## 組織の変遷

### 本局各部
- 1907年（明治40年）10月1日現在[11][14]。
  - 長官官房　収納部　販売部　製造部　計理部
- 1913年（大正2年）6月16日現在[15]。
  - 長官官房　事業部　製造部
- 1921年（大正10年）7月1日現在[16]。
  - 長官官房　事業部　製造部　経理部
- 1931年（昭和6年）4月11日現在[17]。
  - 長官官房　販売部　収納部　製造部　経理部
- 1939年（昭和14年）7月5日現在[18]。
  - 長官官房　販売部　収納部　煙草製造部　酒精製造部　経理部
- 1941年（昭和16年）4月21日現在[19]。
  - 長官官房　煙草事業部　煙草製造部　塩脳部　酒精部　経理部
- 1942年（昭和17年）4月1日現在[20]。
  - 長官官房　煙草事業部　煙草製造部　塩脳部　経理部
- 1945年（昭和20年）5月10日現在[21]。
  - 長官官房　煙草部　塩脳部
- 1946年（昭和21年）12月10日現在[22]。
  - 長官官房　煙草部　製造部　塩脳部
- 1947年（昭和22年）4月28日現在[23]。
  - 長官官房　煙草部　製造部　塩脳部　経理部

### 専売支局
1909年（明治42年）3月20日設置。
- 東京専売支局　→　浅草専売支局　芝専売支局　淀橋専売支局（1913.6.16）[15]
- 水戸専売支局
- 茂木専売支局
- 宇都宮専売支局（1913.6.16新設）[15]
- 高崎専売支局（1913.6.16新設）[15]
- 三春専売支局　→　郡山専売支局（1913.6.16）[15]
- 仙台専売支局（1910.3.31廃止[25]、1913.6.16再設置[15]）
- 山形専売支局（1913.6.16新設）[15]
- 函館専売支局
- 小出雲専売支局（1913.6.16廃止）[15]
- 秦野専売支局
- 見付専売支局（1913.6.16新設）[15]
- 名古屋専売支局
- 金沢専売支局（1910.3.31廃止[25]、1913.6.16再設置[15]）
- 京都専売支局（1913.6.16新設）[15]
- 大阪専売支局（1913.6.16新設）[15]
- 神戸専売支局
- 赤穂専売支局（1913.6.16廃止）[15]
- 味野専売支局　→　岡山専売支局（1913.6.16）[15]
- 高梁専売支局（1913.6.16廃止）[15]
- 尾道専売支局　→　広島専売支局（1913.6.16）[15]
- 三田尻専売支局
- 阪出専売支局　→　坂出専売支局（1920.9.18）[26]
- 撫養専売支局　→　徳島専売支局（1913.6.16）[15]
- 池田専売支局
- 福岡専売支局（1913.6.16新設）[15]
- 熊本専売支局
- 鹿児島専売支局

### 地方専売局
1921年（大正10年）7月1日設置。
- 東京地方専売局
- 水戸地方専売局（1945.5.10廃止[21]、1946.12.10再設置[22]）
- 宇都宮地方専売局（1941.4.21廃止[19]、1946.12.10再設置[22]）
- 高崎地方専売局（1941.4.21廃止）[19]
- 郡山地方専売局（1941.4.21廃止[19]、1946.12.10再設置[22]）
- 仙台地方専売局
- 山形地方専売局（1924.12.20廃止）[27]
- 函館地方専売局 → 札幌地方専売局（1938.4.11）[28]
- 秦野地方専売局（1924.12.20廃止）[27]
- 見付地方専売局（1924.12.20廃止）[27]
- 名古屋地方専売局
- 金沢地方専売局（1945.5.10廃止）[21]
- 大阪地方専売局
- 岡山地方専売局（1941.4.21廃止[19]、1946.12.10再設置[22]）
- 広島地方専売局
- 三田尻地方専売局（1924.12.20廃止）[27]
- 坂出地方専売局 → 高松地方専売局（1941.4.21）[19]
- 徳島地方専売局（1941.4.21廃止）[19]
- 福岡地方専売局（1941.4.21廃止[19]、1946.12.10再設置[22]）
- 熊本地方専売局
- 鹿児島地方専売局（1945.5.10廃止）[21]

## 歴代局長・長官
| 氏名           | 在任期間                        | 備考     |
| 専売局長       | 専売局長                        | 専売局長 |
| -------------- | ------------------------------- | -------- |
| 仁尾惟茂       | 1898年11月1日 - 1904年6月1日    |          |
| 煙草専売局長   |                                 |          |
| 仁尾惟茂       | 1904年6月1日 - 1906年12月1日    |          |
| 煙草専売局長官 |                                 |          |
| 仁尾惟茂       | 1906年12月1日 - 1907年10月1日   |          |
| 専売局長官     |                                 |          |
| 仁尾惟茂       | 1907年10月1日 - 1907年12月16日  |          |
| 濱口雄幸       | 1907年12月16日 - 1912年12月24日 |          |
| 桜井鉄太郎     | 1912年12月24日 - 1916年1月15日  |          |
| 嘉納徳三郎     | 1916年1月15日 - 1918年6月7日    |          |
| 杉浦倹一       | 1918年6月7日 - 1918年6月20日    | 心得     |
| 野中清         | 1918年6月20日 - 1923年12月20日  |          |
| 今北策之助     | 1923年12月20日 - 1929年2月7日   |          |
| 平野亮平       | 1929年2月7日 - 1932年1月11日    | 心得     |
| 佐々木謙一郎   | 1932年1月11日 - 1934年7月25日   |          |
| 佐野正次       | 1934年7月25日 - 1934年12月8日   |          |
| 中島鉄平       | 1934年12月8日 - 1936年3月13日   |          |
| 荒井誠一郎     | 1936年3月13日 - 1940年2月3日    |          |
| 花田政春       | 1940年2月3日 - 1941年9月25日    |          |
| 山田鉄之助     | 1941年9月25日 - 1942年11月1日   |          |
| 木内四郎       | 1942年11月1日 - 1943年11月5日   |          |
| 浜田幸雄       | 1943年11月5日 - 1945年4月13日   |          |
| 植木庚子郎     | 1945年4月13日 - 1946年1月30日   |          |
| 杉山昌作       | 1946年1月30日 - 1947年9月2日    |          |
| 野田卯一       | 1947年9月2日 - 1948年3月11日    |          |
| 野田卯一       | 1948年3月11日 - 1948年4月14日   | 事務取扱 |
| 原田富一       | 1948年4月14日 - 1949年5月31日   |          |